# SC São Paulo
Sport Club São Paulo – brazylijski klub piłkarski z siedzibą w mieście Rio Grande, leżącym w stanie Rio Grande do Sul.

## Osiągnięcia
- Mistrz stanu Rio Grande do Sul: 1933
- Mistrz II ligi stanu Rio Grande do Sul (Campeonato Gaúcho Segunda Divisão): 1970.
- Wicemistrz II ligi stanu Rio Grande do Sul (3): 1967, 1985, 2000
- Mistrz miasta Rio Grande (25): 1916, 1918, 1920, 1927, 1928, 1931, 1932, 1933, 1935, 1943, 1945, 1952, 1954, 1958, 1959, 1966, 1967, 1968, 1969, 1970, 1971, 1973, 1980, 1987, 2004, 2009
- Puchar miasta Rio Grande: 1980
- Torneio Incentivo: 1981.
- Copa Bento Gonçalves: 1985.
- Copa ACEG (Associação dos Cronistas Esportivos Gaúchos): 1986.

## Historia
Klub São Paulo założony został 4 października 1908 roku. Największym sukcesem klubu było mistrzostwo stanu Rio Grande do Sul w 1933 roku. W finale São Paulo pokonał 2:1 Grêmio Porto Alegre. Historyczny sukces osiągnęła drużyna w składzie: Odorico - Valentim, Fernandinho, Quico - Darcy, Riquinho, Arquimimo, Cardeal - Osquinha, Ballester, Scala (Vadi). Trenerem zwycięskiego zespołu był Leomar Mena.